# Chance no junban
„Chance no junban” (jap. チャンスの順番) – dziewiętnasty singel japońskiego zespołu AKB48, wydany w Japonii 8 grudnia 2010 roku przez You! Be Cool.
Singel został wydany w czterech edycjach: trzech regularnych (Type A, Type K, Type B) oraz „teatralnej” (CD). Osiągnął 1 pozycję w rankingu Oricon i pozostał na liście przez 27 tygodni, sprzedał się w nakładzie 694 042 egzemplarzy. Singel zdobył status podwójnej platynowej płyty.

## Lista utworów
Wszystkie utwory zostały napisane przez Yasushiego Akimoto.

### Type A
| CD  | | | |      |
| Nr  | Tytuł | Kompozycja | Aranżacja | Czas |
| 1.  | „Chance no junban” (jap. チャンスの順番)                                                                                  | Yūko Konishi | Ikuta Machine | 4:19 |
| 2.  | „Yoyaku shita Christmas” (jap. 予約したクリスマス)                                                                        | Tsukasa Nakagawa | Ryūsuke Nakanishi | 4:13 |
| 3.  | „Kurumi to Dialogue” (jap. 胡桃とダイアローグ) (wyk. Team A)                                                              | PJ | Seiji Mutō | 3:20 |
| 4.  | „Chance no junban” (jap. チャンスの順番) (off vocal ver.)                                                                 | Yūko Konishi | Ikuta Machine | 4:19 |
| 5.  | „Yoyaku shita Christmas” (jap. 予約したクリスマス) (off vocal ver.)                                                       | Tsukasa Nakagawa | Ryūsuke Nakanishi | 4:13 |
| 6.  | „Kurumi to Dialogue” (jap. 胡桃とダイアローグ) (off vocal ver.)                                                           | PJ | Seiji Mutō | 3:20 |
| DVD | | | |      |
| Nr  | Tytuł | Tytuł | Tytuł | Czas |
| 1.  | „Chance no junban” (jap. チャンスの順番) (Music Clip)                                                                     | „Chance no junban” (jap. チャンスの順番) (Music Clip)                                                                     | „Chance no junban” (jap. チャンスの順番) (Music Clip)                                                                     |      |
| 2.  | „Yoyaku shita Christmas” (jap. 予約したクリスマス) (Music Clip)                                                           | „Yoyaku shita Christmas” (jap. 予約したクリスマス) (Music Clip)                                                           | „Yoyaku shita Christmas” (jap. 予約したクリスマス) (Music Clip)                                                           |      |
| 3.  | „Kurumi to Dialogue” (jap. 胡桃とダイアローグ) (Music Clip)                                                               | „Kurumi to Dialogue” (jap. 胡桃とダイアローグ) (Music Clip)                                                               | „Kurumi to Dialogue” (jap. 胡桃とダイアローグ) (Music Clip)                                                               |      |
| 4.  | „9th single senbatsu janken taikai Document eizō (zenpen)” (jap. 9thシングル 選抜じゃんけん大会 ドキュメント映像（前編）) | „9th single senbatsu janken taikai Document eizō (zenpen)” (jap. 9thシングル 選抜じゃんけん大会 ドキュメント映像（前編）) | „9th single senbatsu janken taikai Document eizō (zenpen)” (jap. 9thシングル 選抜じゃんけん大会 ドキュメント映像（前編）) |      |

### Type K
| CD  | | | |      |
| Nr  | Tytuł | Kompozycja | Aranżacja | Czas |
| 1.  | „Chance no junban” (jap. チャンスの順番)                                                                                  | Yūko Konishi | Ikuta Machine | 4:19 |
| 2.  | „Yoyaku shita Christmas” (jap. 予約したクリスマス)                                                                        | Tsukasa Nakagawa | Ryūsuke Nakanishi | 4:13 |
| 3.  | „ALIVE” (Team K) | Yō Yamazaki | Yūichi "Masa" Nonaka | 3:53 |
| 4.  | „Chance no junban” (jap. チャンスの順番) (off vocal ver.)                                                                 | Yūko Konishi | Ikuta Machine | 4:19 |
| 5.  | „Yoyaku shita Christmas” (jap. 予約したクリスマス) (off vocal ver.)                                                       | Tsukasa Nakagawa | Ryūsuke Nakanishi | 4:13 |
| 6.  | „ALIVE” (off vocal ver.)                                                                                                  | Yō Yamazaki | Yūichi "Masa" Nonaka | 3:53 |
| DVD | | | |      |
| Nr  | Tytuł | Tytuł | Tytuł | Czas |
| 1.  | „Chance no junban” (jap. チャンスの順番) (Music Clip)                                                                     | „Chance no junban” (jap. チャンスの順番) (Music Clip)                                                                     | „Chance no junban” (jap. チャンスの順番) (Music Clip)                                                                     |      |
| 2.  | „Yoyaku shita Christmas” (jap. 予約したクリスマス) (Music Clip)                                                           | „Yoyaku shita Christmas” (jap. 予約したクリスマス) (Music Clip)                                                           | „Yoyaku shita Christmas” (jap. 予約したクリスマス) (Music Clip)                                                           |      |
| 3.  | „ALIVE” (Music Clip) | „ALIVE” (Music Clip) | „ALIVE” (Music Clip) |      |
| 4.  | „9th single senbatsu janken taikai Document eizō (chūhen)” (jap. 9thシングル 選抜じゃんけん大会 ドキュメント映像（中編）) | „9th single senbatsu janken taikai Document eizō (chūhen)” (jap. 9thシングル 選抜じゃんけん大会 ドキュメント映像（中編）) | „9th single senbatsu janken taikai Document eizō (chūhen)” (jap. 9thシングル 選抜じゃんけん大会 ドキュメント映像（中編）) |      |

### Type B
| CD  | | | |      |
| Nr  | Tytuł | Kompozycja | Aranżacja | Czas |
| 1.  | „Chance no junban” (jap. チャンスの順番)                                                                                 | Yūko Konishi | Ikuta Machine | 4:19 |
| 2.  | „Yoyaku shita Christmas” (jap. 予約したクリスマス)                                                                       | Tsukasa Nakagawa | Ryūsuke Nakanishi | 4:13 |
| 3.  | „Love Jump” (jap. ラブ・ジャンプ) (Team B)                                                                               | Fumiki Ikema | Yūichi "Masa" Nonaka | 3:20 |
| 4.  | „Chance no junban” (jap. チャンスの順番) (off vocal ver.)                                                                | Yūko Konishi | Ikuta Machine | 4:19 |
| 5.  | „Yoyaku shita Christmas” (jap. 予約したクリスマス) (off vocal ver.)                                                      | Tsukasa Nakagawa | Ryūsuke Nakanishi | 4:13 |
| 6.  | „Love Jump” (jap. ラブ・ジャンプ) (off vocal ver.)                                                                       | Fumiki Ikema | Yūichi "Masa" Nonaka | 3:20 |
| DVD | | | |      |
| Nr  | Tytuł | Tytuł | Tytuł | Czas |
| 1.  | „Chance no junban” (jap. チャンスの順番) (Music Clip)                                                                    | „Chance no junban” (jap. チャンスの順番) (Music Clip)                                                                    | „Chance no junban” (jap. チャンスの順番) (Music Clip)                                                                    |      |
| 2.  | „Yoyaku shita Christmas” (jap. 予約したクリスマス) (Music Clip)                                                          | „Yoyaku shita Christmas” (jap. 予約したクリスマス) (Music Clip)                                                          | „Yoyaku shita Christmas” (jap. 予約したクリスマス) (Music Clip)                                                          |      |
| 3.  | „Love Jump” (jap. ラブ・ジャンプ) (Music Clip)                                                                           | „Love Jump” (jap. ラブ・ジャンプ) (Music Clip)                                                                           | „Love Jump” (jap. ラブ・ジャンプ) (Music Clip)                                                                           |      |
| 4.  | „9th single senbatsu janken taikai Document eizō (kōhen)” (jap. 9thシングル 選抜じゃんけん大会 ドキュメント映像（後編）) | „9th single senbatsu janken taikai Document eizō (kōhen)” (jap. 9thシングル 選抜じゃんけん大会 ドキュメント映像（後編）) | „9th single senbatsu janken taikai Document eizō (kōhen)” (jap. 9thシングル 選抜じゃんけん大会 ドキュメント映像（後編）) |      |

### Wer. teatralna
| CD |                                                                     |                   |                   |      |
| Nr | Tytuł                                                               | Kompozycja        | Aranżacja         | Czas |
| 1. | „Chance no junban” (jap. チャンスの順番)                            | Yūko Konishi      | Ikuta Machine     | 4:19 |
| 2. | „Yoyaku shita Christmas” (jap. 予約したクリスマス)                  | Tsukasa Nakagawa  | Ryūsuke Nakanishi | 4:13 |
| 3. | „Fruit Snow” (jap. フルーツ・スノウ) (Team Kenkyūsei)               | Ryōsuke Shigenaga | Seiji Mutō        | 3:20 |
| 4. | „Chance no junban” (jap. チャンスの順番) (off vocal ver.)           | Yūko Konishi      | Ikuta Machine     | 4:19 |
| 5. | „Yoyaku shita Christmas” (jap. 予約したクリスマス) (off vocal ver.) | Tsukasa Nakagawa  | Ryūsuke Nakanishi | 4:13 |
| 6. | „Fruit Snow” (jap. フルーツ・スノウ) (off vocal ver.)               | Ryōsuke Shigenaga | Seiji Mutō        | 3:20 |

## Skład zespołu
„Chance no junban”
Członkinie zostały wybrane w przez AKB48 19th Single Senbatsu Janken Taikai (jap. AKB48 19thシングル選抜じゃんけん大会).
- Team A: Haruna Kojima (3.), Haruka Nakagawa (4.), Ami Maeda (5.), Aki Takajō (8.), Asuka Kuramochi (10.), Atsuko Maeda (15.)
- Team K: Mayumi Uchida (środek, 1.), Tomomi Nakatsuka (9.), Miku Tanabe (12.), Sakiko Matsui (14.)
- Team B: Haruka Ishida (2.), Sumire Satō (6.), Natsuki Sato (7.), Kana Kobayashi (11.), Tomomi Kasai (13.), Rina Chikano (16.)

„Yoyaku shita Christmas”
- Team A: Atsuko Maeda (środek), Haruna Kojima, Rino Sashihara, Mariko Shinoda, Aki Takajō, Minami Takahashi, Ami Maeda
- Team K: Tomomi Itano, Yūko Ōshima, Minami Minegishi, Sae Miyazawa
- Team B: Tomomi Kasai, Yuki Kashiwagi, Rie Kitahara, Mika Komori, Mayu Watanabe

„Kurumi to Dialogue”
- Team A: Atsuko Maeda (środek), Minami Takahashi (środek), Misaki Iwasa, Aika Ōta, Shizuka Oya, Haruka Katayama, Kuramochi Asuka, Haruna Kojima, Rino Sashihara, Mariko Shinoda, Aki Takajō, Haruka Nakagawa, Chisato Nakata, Sayaka Nakaya, Maeda Ami, Natsumi Matsubara

„ALIVE”
- Team K: Yūko Ōshima (środek), Sayaka Akimoto, Tomomi Itano, Mayumi Uchida, Ayaka Umeda, Ayaka Kikuchi, Miku Tanabe, Tomomi Nakatsuka, Moeno Nito, Misato Nonaka, Reina Fujie, Sakiko Matsui, Minami Minegishi, Sae Miyazawa, Yui Yokoyama, Rumi Yonezawa

„Love Jump”
- Team B: Yuki Kashiwagi (środek), Haruka Ishida, Manami Oku, Tomomi Kasai, Rie Kitahara, Kana Kobayashi, Mika Komori, Amina Satō, Sumire Satō, Natsuki Satō, Mariya Suzuki, Rina Chikano, Natsumi Hirajima, Yuka Masuda, Miho Miyazaki, Mayu Watanabe

„Fruit Snow”
- Team Kenkyūsei: Miyu Takeuchi (środek), Miori Ichikawa, Anna Iriyama, Mina Oba, Rena Katō, Yuki Kanazawa, Haruka Shimazaki, Haruka Shimada, Shihori Suzuki, Mariya Nagao, Shiori Nakamata, Mariko Nakamura, Wakana Natori, Anna Mori, Suzuran Yamauchi, Nau Yamaguchi

## Notowania
| Lista                                      | Pozycja |
| ------------------------------------------ | ------- |
| Oricon Weekly Singles Chart                | 1       |
| Oricon Yearly Singles Chart                | 1       |
| Billboard Japan Hot 100                    | 1       |
| Billboard Japan Hot Singles Sales          | 1       |
| Billboard Japan Hot Top Airplay            | 2       |
| Billboard Japan Adult Contemporary Airplay | 10      |

## Inne wersje
- Grupa SNH48 wydała własną wersję tytułowej piosenki, pt. „Shítou jiǎndāo bù” (chn. 石头剪刀布), na drugim minialbumie Flying Get w 2013 roku.
- Indonezyjska grupa JKT48, wydała własną wersję piosenki „Kurumi to Dialogue” na siódmym singlu Message on a Placard w 2014 roku.